# Nerosubianco
Nerosubianco es una película italiana de 1969 dirigida por Tinto Brass, protagonizada por Anita Sanders y Terry Carter. La película aborda una variedad de temas contemporáneos como la libertad sexual, las tensiones raciales y el radicalismo político desde la perspectiva de una joven italiana de clase alta. Tuvo su estreno en 1968 en el Festival de Cannes y fue estrenada en teatros en febrero de 1969.

## Sinopsis
Barbara (Anita Sanders) acompañó a su esposo Paolo (Nino Segurini) a Londres. Él la deja en Hyde Park debido a sus transacciones comerciales y Barbara comienza a hacer turismo, pronto para darse cuenta de que un hombre afroamericano (Terry Carter) le atrae. Ella lo ve como una oportunidad para acercarse a un nuevo mundo y cuando sus realidades se entremezclan con sus fantasías, comienza a cuestionar su propia vida.

## Reparto
- Anita Sanders - Bárbara
- Terry Carter - El hombre de color
- Nino Segurini - Paolo
- Umberto Di Grazia - Él mismo
- Tinto Brass - El ginecólogo